# Astra Bus
Astra Bus — виробник автобусів, що базується у місті Арад, у Румунії. Компанія була заснована в 1996 році, шляхом роз'єднання з Astra Vagoane Arad, компанії, яка спеціалізується на виробництві залізничних вагонів. З 2003 року він є частиною Cefin Holding Group і випускає — автобуси та тролейбуси з Iveco Bus, в рамках партнерства з італійською компанією, і, в невеликих масштабах, мікроавтобуси на шасі Iveco, Mercedes-Benz абоVolkswagen.
В останні роки компанія поставила кілька тролейбусів для міст Клуж і Галац. Дуже важливим ринком є Бухарест, який потребує оновлення тролейбусного парку, проте воно постійно відкладається. Тролейбус Astra Bus коштує в середньому 260 000 євро, мер Бухареста Сорін Опреску оголосив, що Бухарестському транспортному товариству знадобиться близько 50 нових тролейбусів.
Бухарестське транспортне товариство має парк із 300 автобусів Astra, моделей Citelis 12T і 415T, придбаних в період з 1997 по 2008 рік. Всі автобуси, які знаходяться в експлуатації, були виготовлені Astra Bus у співпраці з угорським виробником Ikarus і італійським Iveco Bus.

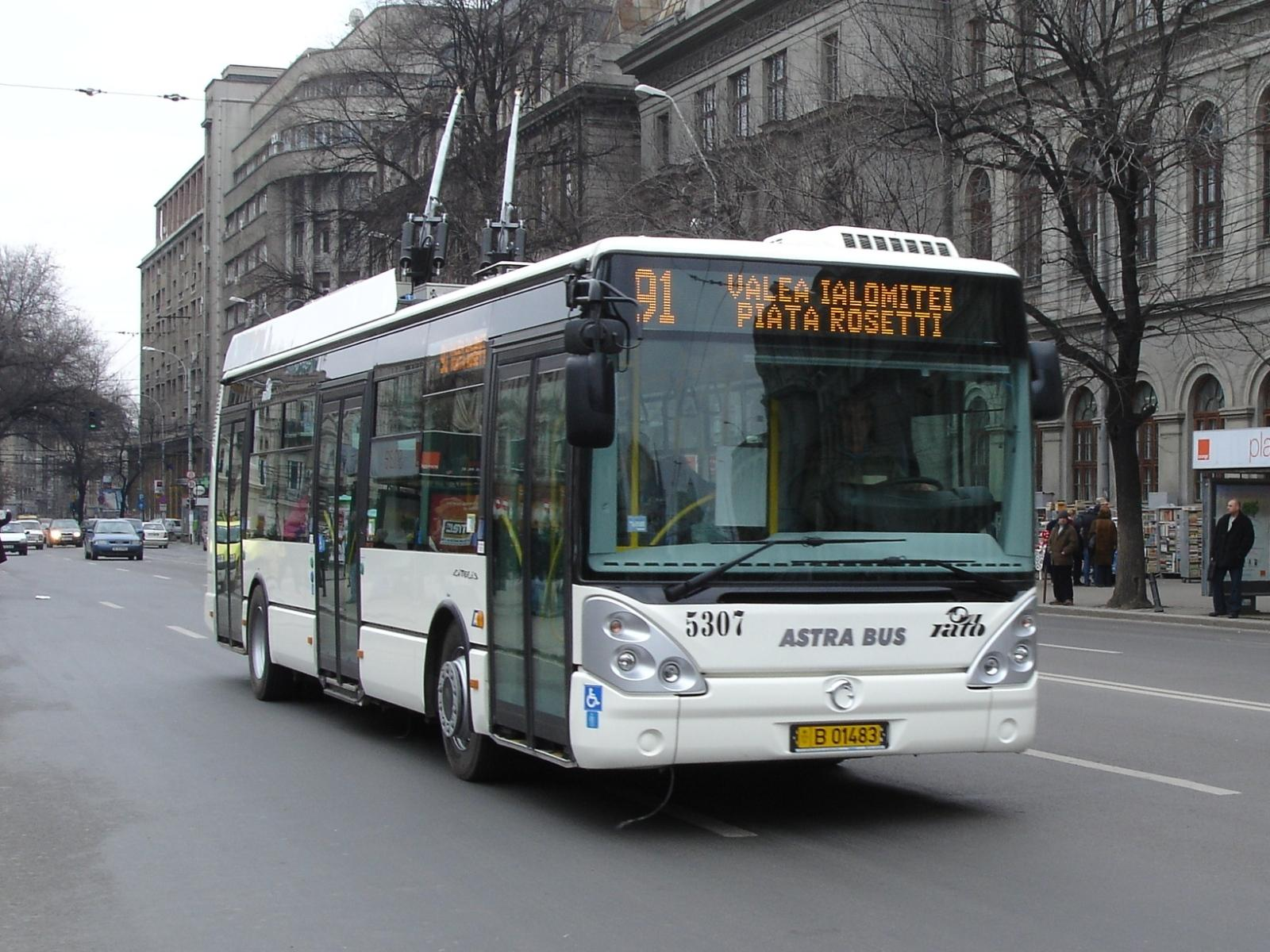
Тролейбус Astra Bus Iveco-Citelis у Бухаресті

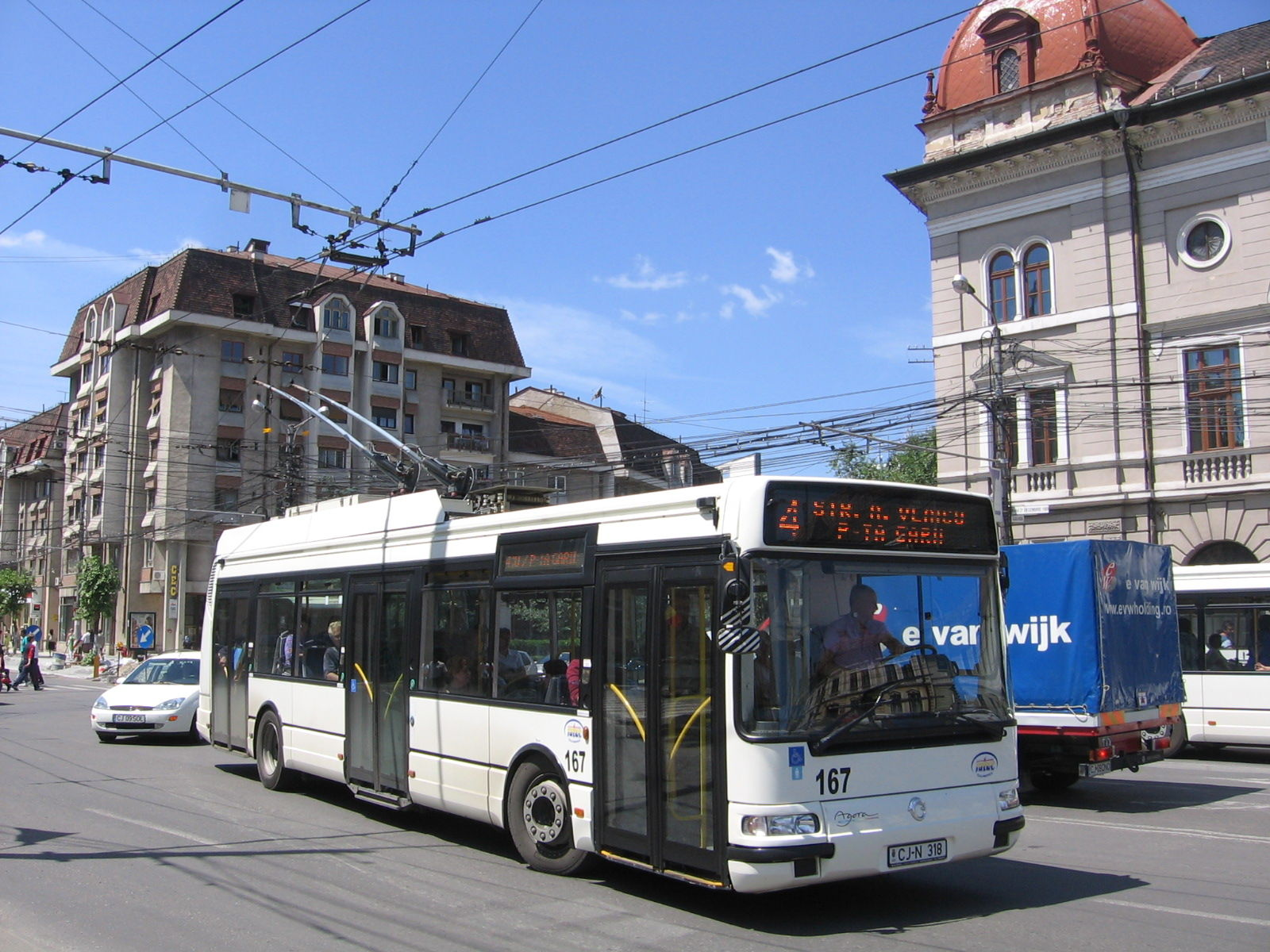
Тролейбус Astra Bus Agora у Клужі- Румунія

## Продукція
- Astra Citelis PS01T1
- Ikarus 415 T
- Irisbus Agora
- Iveco New Daily

## Колишня продукція
- Irisbus Citelis
- Mercedes-Benz Sprinter
- Volkswagen Crafter